# Juurakkojärvet (Jukkasjärvi socken, Lappland, 749956-173316)
Juurakkojärvet är en sjö i Kiruna kommun i Lappland och ingår i Kalixälvens huvudavrinningsområde. Sjön har en area på 0,123 kvadratkilometer och ligger 363,1 meter över havet. Juurakkojärvet ligger i Torne och Kalix älvsystem Natura 2000-område.

## Delavrinningsområde
Juurakkojärvet ingår i det delavrinningsområde (750295-173336) som SMHI kallar för Mynnar i Kalixälvens vattendragsyta. Medelhöjden är 410 meter över havet och ytan är 46,41 kvadratkilometer. Räknas de 2 avrinningsområdena uppströms in blir den ackumulerade arean 71,33 kvadratkilometer. Hanhijoki som avvattnar avrinningsområdet har biflödesordning 2, vilket innebär att vattnet flödar genom totalt 2 vattendrag innan det når havet efter 265 kilometer. Avrinningsområdet består mestadels av skog (72 procent) och sankmarker (22 procent). Avrinningsområdet har 1,02 kvadratkilometer vattenytor vilket ger det en sjöprocent på 2,2 procent.